# Ippopede

Esempi di ippopede con a=1, b=0.1, 0.2, 0.5, 1.0, 1.5 e 2.0.

Esempi di ippopede con b=1, a=0.1, 0.2, 0.5, 1.0, 1.5 e 2.0.

Un ippopede è una curva piana che obbedisce alla seguente equazione in coordinate polari
{\displaystyle r^{2}=4b(a-b\sin ^{2}\theta )\,}
oppure a quella in coordinate cartesiane
{\displaystyle \left(x^{2}+y^{2}\right)^{2}+4b(b-a)(x^{2}+y^{2})=4b^{2}x^{2},}
dove a e b sono costanti positive.
Il termine "ippopede" significa letteralmente "piede di cavallo".
La curva è spesso chiamata con il nome di ippopede di Proclo, dato che 
Proclo fu il primo a studiarla, insieme a Eudosso (che la utilizzò nella
sua teoria sul moto dei pianeti), o anche lemniscata di Booth in virtù del lavoro svolto su di essa da James Booth (1806-1878).
L'ippopede è la sezione spirica in cui il piano secante è tangente all'interno del toro.
La curva assume diverse forme a seconda di dove il toro è sezionato.
Può essere un semplice ovale, un ovale indentato o una lemniscata di
Booth ellittica (0<b<a), due circonferenze isolate, oppure ancora una figura a otto o lemniscata di Booth iperbolica (0<a<b).
Nel caso particolare in cui {\displaystyle b=2a}, l'ippopede viene a coincidere con la lemniscata di Bernoulli.
Oltre che come sezione spirica, l'ippopede può essere anche vista come:
- la cissoide di due circonferenze di ugual raggio;
- una curva di Watt nella quale la lunghezza dell'asta e la distanza fra i centri delle due circonferenze sono uguali.